# Real Audiencia Territorial de Albacete
La Real Audiencia Territorial de Albacete fue una institución judicial del Reino de España establecida por la reina María Cristina de Borbón-Dos Sicilias, regente de la reina Isabel II de España, en 1834 con competencias sobre las provincias de Murcia, Albacete, Ciudad Real y Cuenca con sede en la capital de Albacete, en el centro geográfico de la misma, actuando como la corte superior del centro-este del país. La real audiencia se convirtió posteriormente en audiencia territorial conservando su jurisdicción.
El órgano real se formó en el edificio histórico del convento de San Agustín con salas de la Real Chancillería de Granada y el primer regente fue Pedro Simó y López de Haro, oidor decano de la Real Audiencia de los Grados de Sevilla. 
Las guerras carlistas obligaron a trasladar su sede durante cuatro años a Murcia, al fuerte de Peñas de San Pedro y a Cartagena provisionalmente hasta volver a instalarse definitivamente en la capital manchega una vez fortificada tal y como había sido aprobado por la Corona de Castilla. 
Ya en la época contemporánea sus competencias fueron asumidas por el Tribunal Superior de Justicia de Castilla-La Mancha en el corazón de España y por el Tribunal Superior de Justicia de la Región de Murcia en la autonomía murciana.

## Historia

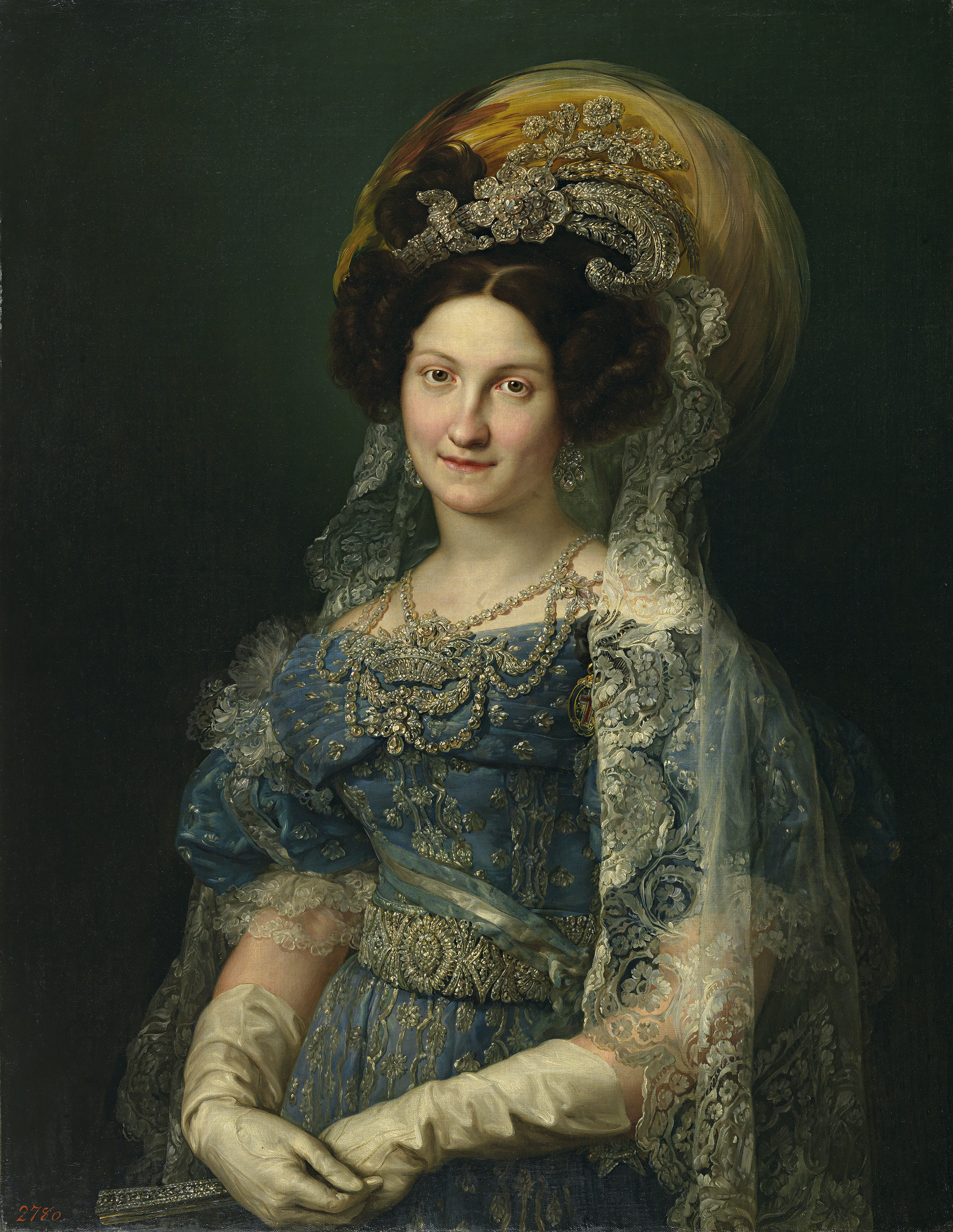
La Real Audiencia de Albacete fue creada por María Cristina de Borbón-Dos Sicilias, reina consorte de España por su matrimonio con el rey Fernando VII en 1829 y regente del Reino entre 1833 y 1840.

### Influencia de Albacete en la elección de la sede
La Corona de Castilla aprobó la elección de Albacete como sede de la real audiencia, uno de los mayores honores que se le podía otorgar a una población española, debido a que era la ciudad más progresista, con mayor vitalidad, más rica y relevante del centro geográfico del nuevo territorio judicial, confluencia de todos los mercados de La Mancha hacia los puertos del Levante, «un punto importantísimo de enlace para recibir y transmitir la acción del Gobierno a los pueblos».

### Creación por la reina en 1834
La Real Audiencia de Albacete fue creada por la reina gobernadora María Cristina de Borbón-Dos Sicilias mediante real decreto de 26 de enero de 1834, dado en el Palacio Real de Madrid, con jurisdicción sobre las provincias de Albacete, Murcia, Ciudad Real y Cuenca. Otro decreto de 2 de febrero nombró como regente a Pedro Simó y López de Haro, oidor decano de la Real Audiencia de los Grados de Sevilla. 

### Edificio histórico con salas de la Real Chancillería de Granada
El convento de San Agustín se convirtió en la sede de la real audiencia, que se formó con dos salas, una de lo civil y otra de lo criminal, de la Real Chancillería de Granada, cuyos efectos le fueron entregados. Las principales figuras que dirigían la institución eran el regente (presidente), nueve ministros (cinco oidores y cuatro alcaldes del crimen) y dos fiscales con los correspondientes subalternos. La inauguración solemne tuvo lugar el 14 de julio de 1834.

Jurisdicción de la Real Audiencia Territorial de Albacete

### Traslados forzosos entre 1836 y 1840
Desde 1836 las constantes incursiones carlistas obligaron a trasladar su sede a Murcia, instalándose en el colegio de la Purísima, hasta enero de 1837, y posteriormente al fuerte de Peñas de San Pedro para partir a Cartagena hasta octubre de 1840. Sin embargo, el alto tribunal no perdió nunca su titularidad albaceteña. Tras regresar a Albacete, la audiencia no se volvió a mover de la capital manchega.

### Disolución y creación del Tribunal Superior de Justicia de Castilla-La Mancha
El órgano desapareció en 1989 y en su lugar se constituyó el Tribunal Superior de Justicia de Castilla-La Mancha como máximo órgano del poder judicial con jurisdicción sobre todo el territorio de la comunidad autónoma de Castilla-La Mancha. En Murcia se constituyó el Tribunal Superior de Justicia de la Región de Murcia.

## Repercusión
La elección de Albacete como sede de la real audiencia por la Corona de Castilla fue un acontecimiento histórico de larga trascendencia para la capital manchega. 
Aunque el hecho que encumbró la ciudad fue su erección en capital de provincia española, la causa más poderosa,  según expertos, que favoreció su desarrollo posterior fue la presencia en el territorio de una real audiencia, uno de los mayores honores que podía tener una ciudad española.